# El enigma de la hora
El enigma de la hora (1911) es una pintura del artista italo-griego Giorgio de Chirico. Fue creada en sus inicios como pintor metafísico, cuando intentaba plasmar las islas de edificios y otros entornos urbanos.
El cuadro muestra una escena urbana de arquitectura clásica con iluminación angular, uno de los entornos típicos de Chirico. Varias figuras alrededor de la escena aparecen difuminadas, dando un sentido de ausencia. Un gran reloj culmina el entorno, marcando las tres menos cinco.
- Datos: Q7732268